# ヤマガラ
ヤマガラ（山雀、学名：Sittiparus varius）は、スズメ目シジュウカラ科ヤマガラ属に分類される鳥類。

## 分布
- S. castaneoventris　タイワンヤマガラ（現在は独立種として分類）

中華民国（台湾）
- S. v. namiyei　ナミエヤマガラ

日本（神津島、新島、利島）固有亜種
- S. olivaceus　オリイヤマガラ（現在は独立種として分類）

日本（西表島）固有亜種
- S. v. owstoni　オーストンヤマガラ（主要チェックリストでは独立種として分類）

日本（八丈島、御蔵島、三宅島）固有亜種
- S. v. varius　ヤマガラ

大韓民国、朝鮮民主主義人民共和国、日本（北海道、本州、四国、九州、伊豆大島、佐渡島、五島列島）
- S. v. orii  ダイトウヤマガラ

日本（大東諸島） 絶滅
- S. v. sunsunpi  タネヤマガラ

日本（種子島）
- S. v. yakushimensis  ヤクシマヤマガラ

日本（屋久島）
- S. v. amamii  アマミヤマガラ

日本（奄美大島、徳之島、沖縄）

## 形態
全長13 - 15センチメートルで、概ねスズメぐらいの大きさである。頭部は黒い羽毛で被われ、額から頬、後頸部にかけて明色斑が入る。下嘴基部（腮）から胸部にかけて黒い帯模様が入る。尾羽の色彩は黒褐色。初列風切や次列風切の色彩は黒褐色で、羽毛の外縁（羽縁）は青みがかった灰色。雨覆や三列風切の色彩は青みがかった灰色。
嘴の色彩は黒い。後肢の色彩は青みがかった灰色。卵は白い殻で覆われ、淡褐色や青みがかった灰色の斑点が入る。

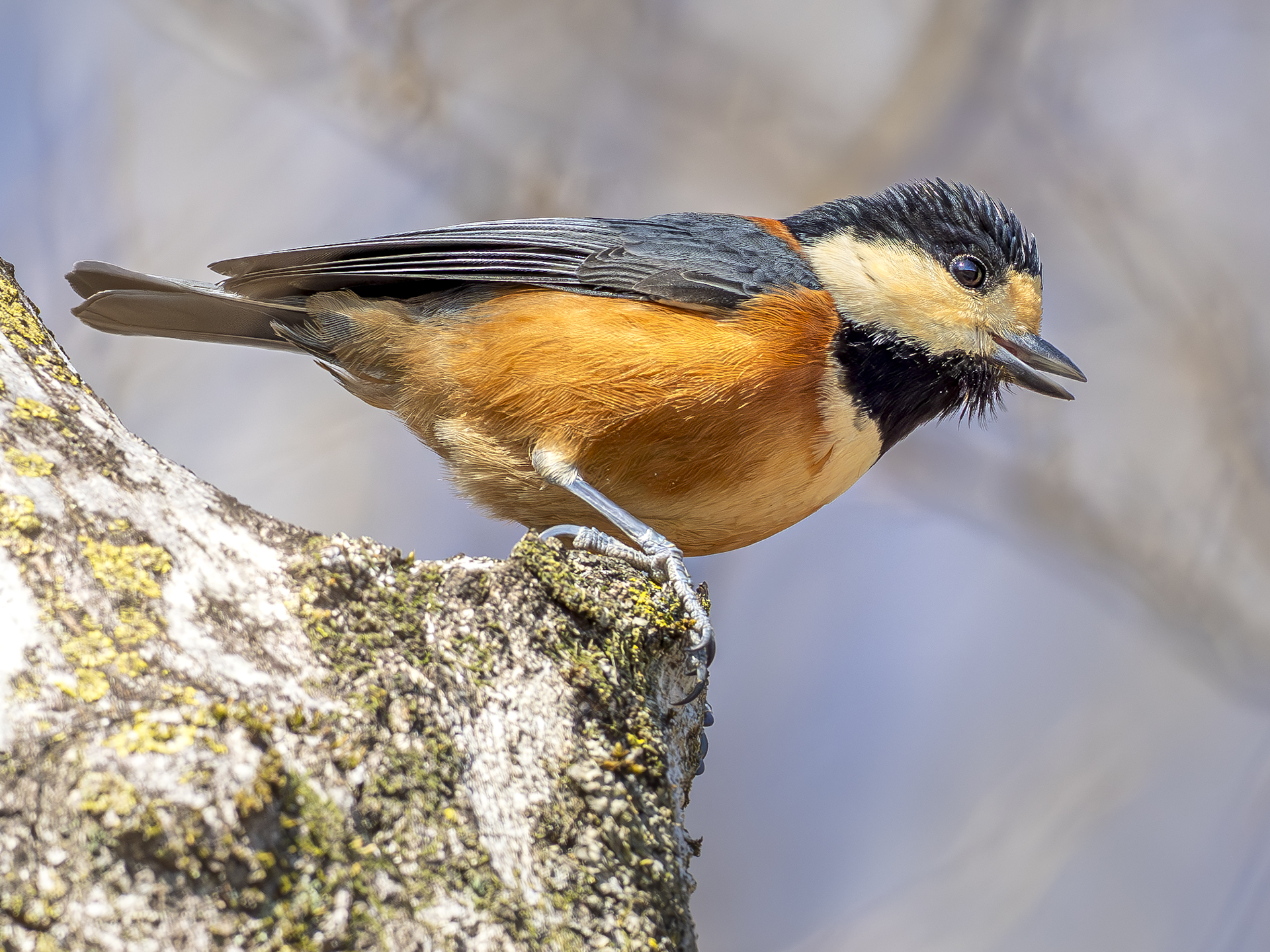
ヤマガラ　Sittiparus varius　Gumma-ken, Japan

- S. v. namiyei　ナミエヤマガラ

背中や下面は橙褐色の羽毛で被われる。頭部の明色斑は淡黄色。
- S. olivaceus　オリイヤマガラ（現在は独立種として分類）

頭部の明色斑は赤褐色。背中は灰褐色、下面は赤褐色の羽毛で被われる。
- S. v. owstoni　オーストンヤマガラ（主要チェックリストでは独立種として分類）

最大亜種。下面は赤褐色の羽毛で被われる。頭部の明色斑は細く、色彩は赤褐色。嘴が太い。
- S. v. varius　ヤマガラ

背中や下面は橙褐色の羽毛で被われる。頭部の明色斑は黄褐色。

## 分類
ヤクシマヤマガラを除いた現生亜種の分子系統学的解析では、亜種タイワンヤマガラを除いた他亜種がより近縁と推定されている。現在は、タイワンヤマガラ、オリイヤマガラは独立種として分類されている。オーストンヤマガラは日本鳥類目録改訂第8版では亜種とされているが主要チェックリストでは独立種として分類されている。

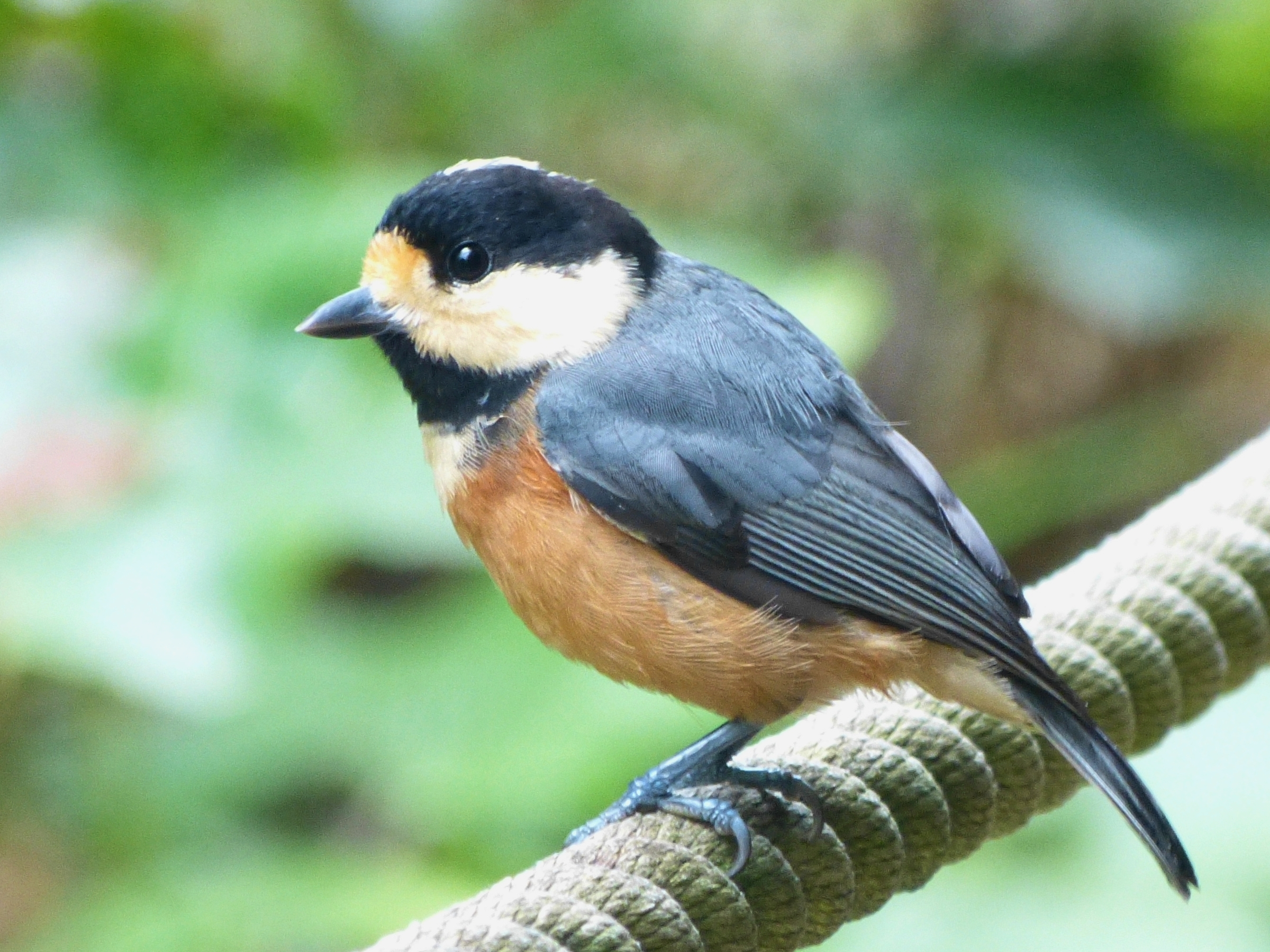
アマミヤマガラ
P. v. amamii

南部に分布する亜種ほど、色味が濃い傾向がある。
- Sittiparus varius amamii　Kuroda, 1922  アマミヤマガラ
- Sittiparus varius namiyei　Kuroda, 1918 ナミエヤマガラ
- Sittiparus varius owstoni　Ijima, 1893　オーストンヤマガラ
- Sittiparus varius sunsunpi　Kuroda, 1919 タネヤマガラ
- Sittiparus varius varius　Temminck & Schlegel, 1848　ヤマガラ
- Sittiparus varius yakushimensis　Kuroda, 1919 ヤクシマヤマガラ

| 画像 | 学名                                               | 英名 和名                             | 分布                                                                                           |
| ---- | -------------------------------------------------- | ------------------------------------- | ---------------------------------------------------------------------------------------------- |
|      | Sittiparus varius                                  | Varied tit ヤマガラ                   | 大韓民国、朝鮮民主主義人民共和国、日本（北海道、本州、四国、九州、伊豆大島、佐渡島、五島列島） |
|      | Sittiparus owstoni（split from S. varius）         | Owston's tit オーストンヤマガラ       | 日本（八丈島、御蔵島、三宅島）固有亜種                                                         |
|      | Sittiparus olivaceus（split from S. varius）       | Iriomote tit オリイヤマガラ           | 日本（西表島）固有亜種                                                                         |
|      | Sittiparus castaneoventris（split from S. varius） | Chestnut-bellied tit タイワンヤマガラ | 台湾                                                                                           |

### 絶滅亜種
- Parus varius orii　Kuroda, 1923　ダイトウヤマガラ

## 生態

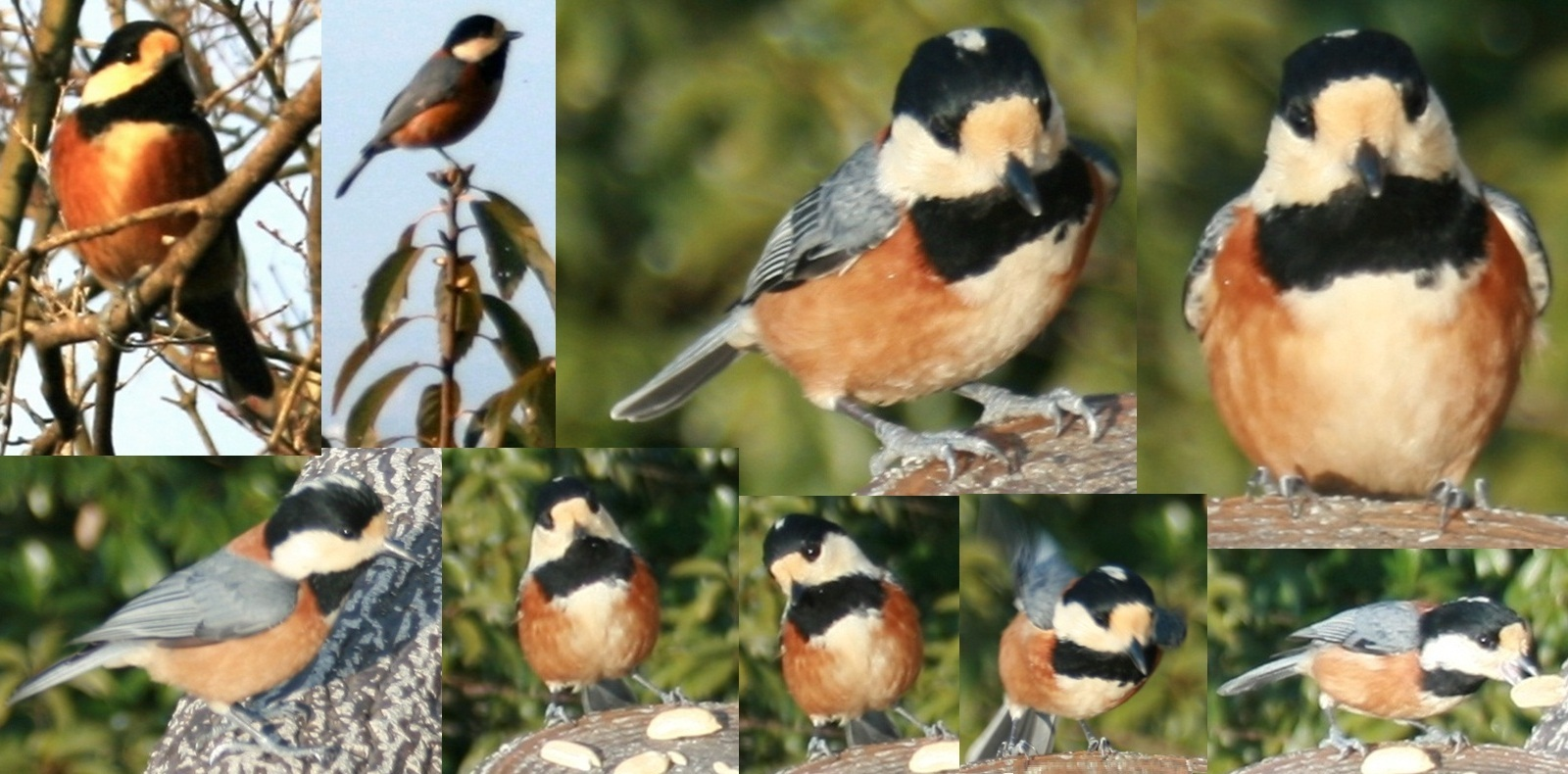
ヤマガラの生態（岐阜市の金華山にて）

標高1,500メートル以下にある常緑広葉樹林や落葉広葉樹林に生息する。和名は山に生息する事に由来するが、山地から平地にかけて生息する。標高1,000m以上の場所に生息する個体は、冬季になると標高の低い場所へ移動する。同科他種と混群を形成する事もある。
食性は雑食で、昆虫、クモ、果実、エゴノキの実などを足でおさえながら食べる。主に樹上で採食し夏季は主に動物質を、冬季は主に果実を食べる。堅い果実は後肢で挟み、嘴でこじ開けて中身を食べる。また地中や樹皮の隙間などに果実を蓄える事（貯食）もある。
繁殖形態は卵生。樹洞にコケなどを組み合わせた内部に獣毛などを敷いた皿状の巣を作り、3 - 6月に3 - 8個の卵を産む。メスが抱卵し、抱卵期間は12 - 14日。雛は孵化してから18 - 20日で巣立つ。

## 種の保全状況評価
国際自然保護連合（IUCN）により、軽度懸念（LC）の指定を受けている。開発による生息地の破壊などにより生息数は減少している。亜種ダイトウヤマガラは1922年に採集されて以来、発見例がなく絶滅したと考えられている。
- P. v. namiyei　ナミエヤマガラ
  - 絶滅危惧IB類 (EN)（環境省レッドリスト）[9]
- P. v. olivaceus　オリイヤマガラ
  - 準絶滅危惧（NT）（環境省レッドリスト）[9]

- P. v. orii　ダイトウヤマガラ
  - 絶滅（環境省レッドリスト）[9]
- P. v. owstoni　オーストンヤマガラ
  - ENDANGERED (IUCN Red List Ver. 3.1 (2001))

  - 絶滅危惧IB類 (EN)（環境省レッドリスト）[9]

## 人間との関係
日本では、本種専用の「ヤマガラかご」を使い平安時代には飼育されていた文献が遺されている。学習能力が高いため芸を仕込む事もでき、覚えさせた芸は江戸時代に盛んに披露された。特におみくじを引かせる芸が多く、1980年ごろまでは神社の境内などの日本各地で見られた。そのため年輩者には本種はおみくじを引く小鳥のイメージが強いが、おみくじ芸自体は戦後になってから流行し発展してきたもので、曲芸は時代の変化とともに変遷してきた事が記録から読み取れる。しかし鳥獣保護法制定による捕獲の禁止、自然保護運動の高まり、別の愛玩鳥の流通などにより、これらの芸は次第に姿を消してゆき、1990年頃には完全に姿を消した。現在このような芸をさせるために種が特定され飼育されてきた歴史は日本のヤマガラ以外、世界に類例を見ない。
なお、1945年以降消滅するまで代表的だったおみくじ引き以外にも、以下のような芸があった。
- つるべ上げ
- 鐘つき
- かるたとり
- 那須の与一
- 輪ぬけ

## 市町村の鳥
市の鳥
- 北海道函館市
- 北海道赤平市

町の鳥
- 山形県朝日町
- 福島県三島町
- 神奈川県二宮町
- 山梨県富士河口湖町
- 三重県大台町
- 和歌山県有田川町
- 徳島県つるぎ町
- 高知県大豊町
- 高知県いの町

村の鳥
- 奈良県川上村